# Alpaida murtinho
Alpaida murtinho är en spindelart som beskrevs av Levi 1988. Alpaida murtinho ingår i släktet Alpaida och familjen hjulspindlar. Inga underarter finns listade i Catalogue of Life.